# Marek Pawlikowski (inżynier)
Marek Pawlikowski – polski inżynier, dr hab. nauk technicznych, profesor uczelni i dyrektor Instytutu Mechaniki i Poligrafii Wydziału Mechanicznego Technologicznego Politechniki Warszawskiej.

## Życiorys
22 czerwca 2004 obronił pracę doktorską Zagadnienie funkcjonalnej adaptacji kości w procesie projektowania endoprotez, 20 maja 2014 uzyskał stopień doktora habilitowanego. Został zatrudniony na stanowisku profesora uczelni i dyrektora w Instytucie Mechaniki i Poligrafii na Wydziale Mechanicznym i Technologicznym Politechniki Warszawskiej.
Jest sekretarzem generalnym Polskiego Towarzystwa Biochemicznego i członkiem Rady Dyscypliny Naukowej - Inżynierii Biomedycznej Politechniki Warszawskiej.